# 阿莱尼亚 (东比利牛斯省)
阿莱尼亚（法語：Alénya，法語發音：[aleɲa] ⓘ）是法国东比利牛斯省的一个市镇，属于塞雷区。

## 地理
阿莱尼亚（42°38'23"N, 2°58'54"E）面积5.34 平方千米，位于法国奧克西塔尼大區东比利牛斯省，该省份为法国大陆部分最南部的省份，涵盖了北加泰罗尼亚，北起奥德省，西接阿列日省和安道尔，南与西班牙接壤，东临地中海。
与阿莱尼亚接壤的市镇（或旧市镇、城区）包括：圣纳泽尔、鲁西永地区卡内、圣西普里安、埃尔讷、科尔内亚-代勒韦科勒、泰扎、萨莱耶。
阿莱尼亚的时区为UTC+01:00、UTC+02:00（夏令时）。

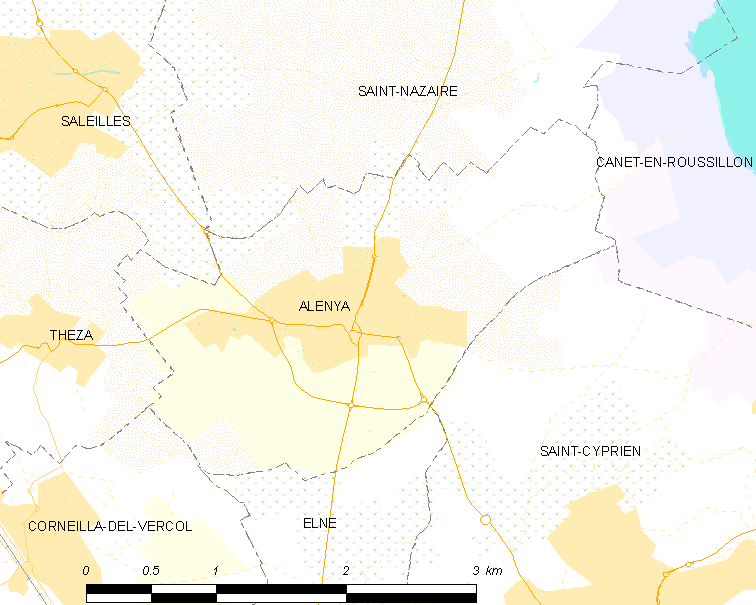
阿莱尼亚的OSM定位图

## 行政
阿莱尼亚的邮政编码为66200，INSEE市镇编码为66002。

## 政治
阿莱尼亚所属的省级选区为伊利贝里斯平原县。

## 人口

1962-2008年间阿莱尼亚人口变化图示

阿莱尼亚于2022年1月1日时的人口数量为3712人。